# Strijkkwartet nr. 2 (Beethoven)
Het Strijkkwartet Nr. 2 in G groot, opus 18/2  is een vierdelige compositie voor strijkkwartet van Ludwig van Beethoven, die in 1799 voltooid werd en in 1800 gereviseerd.Qua ontstaan is dit kwartet het derde binnen de volgorde van componeren van opus 18. Zie de achtergrondinformatie.

## Aard
Herinnert qua sfeer aan Haydn: de komedie van goede manieren, die Haydn als de essentie van de klassieke stijl zag. Het is ook niet vreemd dat Beethoven aan Haydn refereert: Haydn had in de laatste decade van de bijna voorbije 18e eeuw nog 14 meesterwerken in het genre strijkkwartet gepubliceerd. De verouderde Duitse bijnaam “Complimentier quartett” trekt dit kwartet te karikaturaal in de Rokoko-sfeer. Maar iets van de sfeer van het 18e-eeuws divertimento klinkt toch door.

## Delen
| opus 18/2 Strijkkwartet Nr 2 (Beethoven) | opus 18/2 Strijkkwartet Nr 2 (Beethoven) | opus 18/2 Strijkkwartet Nr 2 (Beethoven) | opus 18/2 Strijkkwartet Nr 2 (Beethoven) | opus 18/2 Strijkkwartet Nr 2 (Beethoven) | opus 18/2 Strijkkwartet Nr 2 (Beethoven) | opus 18/2 Strijkkwartet Nr 2 (Beethoven) |
| Opus                                     | deel                                     | Aanduiding                               | Maatsoort                                | Toonsoort                                | Duur                                     | Opmerking                                |
| ---------------------------------------- | ---------------------------------------- | ---------------------------------------- | ---------------------------------------- | ---------------------------------------- | ---------------------------------------- | ---------------------------------------- |
| 18/2                                     | I                                        | Allegro                                  | 2/4                                      | G                                        | ca 7' 57                                 |                                          |
|                                          | II                                       | Adagio cantabile-Allegro                 | 3/4                                      | C                                        | ca 6' 28"                                |                                          |
|                                          | III                                      | Scherzo: Allegro                         | 3/4                                      | G                                        | ca 4' 24                                 |                                          |
|                                          | IV                                       | Allegro molto, quasi presto              | 2/4                                      | G                                        | ca 5' 15                                 |                                          |

1. Het openingsthema lijkt een hoffelijk spel van vraag en antwoord (voorbeeld I). Er is een luchtige conversatietoon (bij een zeer complexe en intrigerende verwerking van al het thematisch materiaal)
2. Een innige melodie in C. Verder opvallend simpel (en daardoor weinig typisch voor Beethoven), misschien zelfs conventioneel.
3. Vrolijk scherzo met eigenzinnig pralend trio
4. Wederom een geestig vraag- en antwoordspel, nu geopend tussen cello en tutti en uiteindelijk eindigend in een bruisend coda.

## Betekenis
Kerman acht de kwartetten 1 en 2 als vergelijkbaar qua stand van -de zijns inziens nog niet ultieme- compositietechniek. Beide ontbreekt het aan optimale afstemming op de expressie. In het eerste kwartet zocht Beethoven hartstocht en heftigheid. Bij het tweede kwartet zocht Beethoven een sfeer van volgehouden humor. Beide werken tonen een stoutmoedige vindingrijkheid en daarmee een nieuwe en grotere greep op het medium.